# Neopyrgota appendiculata
Neopyrgota appendiculata är en tvåvingeart som beskrevs av Willi Hennig 1936. Neopyrgota appendiculata ingår i släktet Neopyrgota och familjen Pyrgotidae. Inga underarter finns listade i Catalogue of Life.